# Цветково (Вологодская область)
Цветково — деревня в Кирилловском районе Вологодской области.
Входит в состав Коварзинского сельского поселения, с точки зрения административно-территориального деления — в Коварзинский сельсовет.
Расстояние по автодороге до районного центра Кириллова — 48 км, до центра муниципального образования Коварзино — 10 км.

## Население
| 2010 |
| ---- |
| 4    |

По переписи 2002 года население — 2 человека.